# Ejército del James
El Ejército del James fue un comando independiente de la Unión durante la Guerra de Secesión.

## Historia
Dicho ejército fue establecido el 12 de abril de 1864 por Ulysses S. Grant. Estaba formado por dos cuerpos, junto con una pequeña división de caballería y estaba dirigido por el general político Benjamin F. Butler. También cabe destacar que el Ejército del James fue importante por sus innovaciones tecnológicas y por la gran cantidad de soldados afroamericanos que hubo en sus filas. 
El nuevo general en jefe de la Unión, Grant, creó ese ejército con la intención de que le ayudase en su campaña de Overland. Tenía la misión de acercarse para ello a la capital de la confederación en Richmond desde el sur y el este. El Ejército del Potomac bajo George G. Meade atacaría mientras tanto desde el norte. El 5 de mayo el ejército desembarcó en Bermuda Hundred para llevar a cabo su campaña, pero se estancó en ese lugar porque fue detenido por las tropas confederadas de P.G.T. Beauregard y los historiadores culparon al respecto en gran medida a la incompetencia de Butler por el fracaso del ejército allí.
Luego el ejército también participó en la batalla de Cold Harbor durante la campaña de Overland y después en la posterior campaña de Petersburg, donde Butler consiguió su único éxito en la batalla de Chaffin´s Farm antes de que fuese reemplazado. Bajo su sucesor Edward Ord, que sustituyó a Butler a mediados de esa campaña, el ejército tuvo mayor éxito. Bajo su comando sus tropas tuvieron un papel importante en la lucha final durante la campaña de Petersburg y las tropas negras en el Vigesimoquinto Cuerpo del ejército incluso estaban entre las primeras tropas de la Unión en ingresar a Richmond el 3 de abril de 1865, cuando fue tomada por la Unión. También estuvo presente en la rendición del ejército del norte de Virginia en Appomatox, que marcó el fin de la guerra civil.
Después de la guerra el ejército se quedó en Virginia hasta su disolución el 1 de agosto de 1865. Finalmente las últimas tropas de ese ejército fueron disueltas en febrero de 1866.

## Comandantes del ejército
- General Benjamin F. Butler (28 de abril de 1864 – 8 de enero de 1865)
- General de División Edward Ord (8 de enero de 1865 – 1 de agosto de 1865)